# Logica fuzzy
La logica fuzzy (o logica sfumata o logica sfocata) è una logica in cui si può attribuire a ciascuna proposizione o predicato un grado di verità diverso da 0 e 1 e compreso tra di loro. È una logica polivalente, ossia un'estensione della logica booleana. È legata alla teoria degli insiemi sfocati. Già intuita da Werner Karl Heisenberg, Jan Łukasiewicz e Max Black, fu concretizzata da Lotfi Zadeh.
Con grado di verità o valore di appartenenza si intende quanto è vera una proprietà, che può essere, oltre che vera (= a valore 1) o falsa (= a valore 0) come nella logica classica, anche parzialmente vera e parzialmente falsa.
Si può ad esempio dire che:
- un neonato è "giovane" di valore 1
- un diciottenne è "giovane" di valore 0,8
- un sessantacinquenne è "giovane" di valore 0,15

Formalmente, questo grado di appartenenza è determinato da un'opportuna funzione di appartenenza μF(x)= μ. La x rappresenta dei predicati da valutare e appartenenti a un insieme di predicati X. La μ rappresenta il grado di appartenenza del predicato all'insieme fuzzy considerato e consiste in un numero reale compreso tra 0 e 1. Alla luce di quanto affermato, considerato l'esempio precedente e un'opportuna funzione di appartenenza monotona decrescente quello che si ottiene è:
- μF(neonato) = 1
- μF(diciottenne) = 0,8
- μF(sessantacinquenne) = 0,15

## Storia
Nei primi anni sessanta, Lotfi A. Zadeh, professore all'Università della California di Berkeley, noto per i suoi contributi alla teoria dei sistemi, cominciò a capire che le tecniche tradizionali di analisi dei sistemi erano eccessivamente e inutilmente accurate per molti problemi tipici del mondo reale. L'idea di grado d'appartenenza, concetto divenuto poi la spina dorsale della teoria degli insiemi sfumati, fu da lui introdotta nel 1964, e ciò portò in seguito, nel 1965, alla pubblicazione di un primo articolo e alla nascita della logica sfumata.
Il concetto di insieme sfumato (o insieme sfocato), e di logica sfumata, attirò le aspre critiche della comunità accademica; nonostante ciò studiosi e scienziati di tutto il mondo - dei campi più diversi, dalla psicologia alla sociologia, dalla filosofia all'economia, dalle scienze naturali all'ingegneria - divennero seguaci di Zadeh.
In Giappone la ricerca sulla logica sfumata cominciò con due piccoli gruppi universitari fondati sul finire degli anni settanta: il primo era guidato, a Tokyo, da T. Terano e H. Shibata, l'altro si stabilì a Kanasai sotto la guida di K. Tanaka e Kiyoji Asai. Al pari dei ricercatori americani questi studiosi si scontrarono, nei primi tempi, con un'atmosfera avversa alla logica fuzzy. E tuttavia la loro tenacia e il duro lavoro si sarebbero dimostrati estremamente fruttuosi già dopo un decennio: i ricercatori giapponesi, i loro studenti e gli studenti di questi ultimi produssero importanti contributi sia alla teoria sia alle applicazioni della logica fuzzy.
Nel 1974, Seto Assilian ed Ebrahim H. Mamdani svilupparono, in Gran Bretagna, il primo sistema di controllo di un generatore di vapore basato sulla logica fuzzy. Nel 1976, la Blue Circle Cement e il SIRA idearono la prima applicazione industriale della logica fuzzy, per il controllo di una fornace per la produzione di cemento. Il sistema divenne operativo nel 1982.
Nel corso degli anni ottanta, diverse importanti applicazioni industriali della logica fuzzy furono lanciate con pieno successo in Giappone. Dopo otto anni di costante ricerca, sviluppo e sforzi di messa a punto, nel 1987 Seiji Yasunobu e i suoi colleghi della Hitachi realizzarono un sistema automatizzato per il controllo operativo dei treni metropolitani della città di Sendai. Un'altra delle prime applicazioni di successo della logica fuzzy è un sistema per il trattamento delle acque di scarico sviluppato dalla Fuji Electric. Queste e altre applicazioni motivarono molti ingegneri giapponesi ad approfondire un ampio spettro di applicazioni inedite: ciò ha poi condotto a un vero boom della logica fuzzy, peraltro il risultato di una stretta collaborazione, e del trasferimento tecnologico tra Università e Industria. Due progetti di ricerca nazionali su larga scala furono decisi da agenzie governative giapponesi nel 1987, il più noto dei quali sarebbe stato il Laboratory for International Fuzzy Engineering Research (LIFE). Alla fine di gennaio del 1990, la Matsushita Electric Industrial Co. diede il nome di "Asai-go (moglie adorata) Day Fuzzy" a una nuova lavatrice a controllo automatico, e lanciò una campagna pubblicitaria in grande stile per il prodotto "fuzzy". Tale campagna si è rivelata un successo commerciale non solo per il prodotto, ma anche per la tecnologia stessa. Il termine d'origine estera "fuzzy" fu introdotto nella lingua giapponese con un nuovo e diverso significato: intelligente. Molte altre aziende elettroniche seguirono le orme della Panasonic e lanciarono sul mercato aspirapolvere, fornelletti per la cottura del riso, frigoriferi, videocamere (per stabilizzare l'inquadratura sottoposta ai bruschi movimenti della mano) e macchine fotografiche (con un autofocus più efficace). Ciò ebbe come risultato una vera mania per tutto quanto era etichettato come fuzzy: i consumatori giapponesi impararono a conoscere la parola "fuzzy", che vinse il premio per il neologismo dell'anno nel 1990. I successi giapponesi stimolarono un vasto e serio interesse per questa tecnologia in Corea, in Europa e, in misura minore, negli Stati Uniti, dove pure la logica fuzzy era nata.
La logica fuzzy ha trovato applicazione anche in campo finanziario. Il primo sistema per le compravendite azionarie a logica sfumata è stato lo Yamaichi Fuzzy Fund, usato in sessantacinque aziende, e tratta la maggioranza dei titoli quotati dell'indice Nikkei Dow, e consiste approssimativamente in ottocento regole, determinate con cadenza mensile da un gruppo di esperti e, se necessario, modificate da esperti analisti finanziari. Il sistema è stato testato per due anni e il suo rendimento ha superato l'indice Nikkei Average di oltre il 20%. Durante il periodo di prova il sistema consigliò "sell", ossia "vendere", ben diciotto giorni prima del Lunedì Nero (19 ottobre 1987): nel corso di quel solo giorno l'indice Dow Jones Industrial Average diminuì del 23%. Il sistema divenne operativo nel 1988.
Il primo chip VLSI (Very Large Scale Integration) dedicato alla computazione d'inferenze fuzzy fu sviluppato da Masaki Togai e H. Watanabe nel 1986: chip di tal genere sono in grado di migliorare le prestazioni dei sistemi fuzzy per tutte le applicazioni in tempo reale. Diverse imprese (per esempio, Togai Infralogic, Aptronix, Inform GmbH) sono state costituite allo scopo di commercializzare strumenti hardware e software per lo sviluppo di sistemi a logica sfumata. Allo stesso tempo, anche i produttori di software, nel campo della teoria convenzionale del controllo, cominciarono a introdurre pacchetti supplementari di progettazione dei sistemi fuzzy. Il Fuzzy Logic Toolbox per MATLAB, ad esempio, è stato presentato quale componente integrativo nel 1994.

## Concetti fondamentali
Una delle prime formalizzazioni della logica fuzzy fu di Joseph Goguen nel 1969 nell'articolo "La logica dei concetti inesatti".

Lotfi Zadeh considerava l'approccio di Goguen del 1969 alla logica dei concetti inesatti come fondamentale nel campo della logica fuzzy

Nel 1994 Zadeh scriveva:
La teoria degli insiemi fuzzy è un'estensione della teoria classica degli insiemi poiché per essa non valgono i principi aristotelici di non-contraddizione e del terzo escluso ("tertium non datur"). Si ricorda che, dati due insiemi {\displaystyle A} e {\displaystyle (\neg A)} (non-A), il principio di non-contraddizione stabilisce che ogni elemento appartenente all'insieme {\displaystyle A} non può contemporaneamente appartenere anche a {\displaystyle (\neg A)}; secondo il principio del terzo escluso, d'altro canto, l'unione di un insieme {\displaystyle A} e del suo complemento {\displaystyle (\neg A)} costituisce l'universo del discorso. In altri termini, se un qualunque elemento non appartiene all'insieme {\displaystyle A}, esso necessariamente deve appartenere al suo complemento {\displaystyle (\neg A)}.
Tali principi logici conferiscono un carattere di rigida bivalenza all'intera costruzione aristotelica, carattere che ritroviamo immutato e indiscusso sino alla prima metà del XX secolo, quando l'opera di alcuni precursori di Zadeh (in primis Max Black e Jan Łukasiewicz) permise di dissolvere la lunga serie di paradossi cui la bivalenza della logica classica aveva dato luogo e che non era in grado di chiarire.
Il più antico e forse celebre di tali paradossi è quello attribuito a Eubulide di Mileto (IV secolo a.C.), noto anche come paradosso del mentitore, il quale, nella sua forma più semplice, recita:
"Il cretese Epimenide afferma che tutti i cretesi sono bugiardi".
In tale forma, suggerita dalla logica proposizionale, ogni affermazione esprime una descrizione di tipo dicotomico. Al contrario, nella logica predicativa ogni proposizione esprime un insieme di descrizioni simili o di fatti atomici, come nella frase tutti i cretesi sono bugiardi. Si noti che, a rigor di logica (bivalente), una formulazione del paradosso contenente tale frase è falsa, in quanto è vera la sua negazione: la negazione di tutti non è nessuno, ma non tutti, quindi non tutti i cretesi sono bugiardi, Epimenide è un bugiardo, ed essendo vera la sua negazione, l'affermazione di Epimenide risulterebbe falsa.
Ad ogni modo, il paradosso del mentitore nella sua forma proposizionale appartiene alla classe dei paradossi di autoriferimento. Ogni membro di questa classe presenta una struttura del tipo:
"La frase seguente è vera
La frase precedente è falsa"
o in maniera più sintetica:
"Questa frase è falsa"
Orbene, la logica aristotelica si dimostra incapace di stabilire se queste proposizioni siano vere o false. Essa è strutturalmente incapace di dare una risposta proprio in quanto bivalente, cioè proprio perché ammette due soli valori di verità: vero o falso, bianco o nero, tutto o niente; ma giacché il paradosso contiene un riferimento a sé stesso, non può assumere un valore che sia ben definito (o vero o falso) senza autocontraddirsi: ciò implica che ogni tentativo di risolvere la questione posta si traduce in un'oscillazione senza fine tra due estremi opposti. Il vero implica il falso, e viceversa.
Infatti, nella logica fuzzy l'esistenza di circostanze paradossali, vale a dire di situazioni in cui un certo enunciato è contemporaneamente vero e falso allo stesso grado, è evidenziata da ciascuno dei punti d'intersezione tra una generica funzione d'appartenenza e il suo complemento, avendo necessariamente tali punti ordinata pari a ½.
Ciò in quanto il valore di verità della proposizione in questione coincide con il valore di verità della sua negazione.
Gli operatori logici AND, OR e NOT della logica booleana sono definiti di solito, nell'ambito della logica fuzzy, come operatori di minimo, massimo e complemento; in questo caso, sono anche detti operatori di Zadeh, in quanto introdotti per la prima volta nei lavori originali dello stesso Zadeh. Pertanto, per le variabili fuzzy x e y si ha, ad esempio:
{\displaystyle \operatorname {NOT} x=(1-v(x))}
{\displaystyle x\mathrel {\mathrm {AND} } y=\min(v(x),v(y))}
{\displaystyle x\mathrel {\mathrm {OR} } y=\max(v(x),v(y))}
Si è detto che la teoria degli insiemi sfumati generalizza la teoria convenzionale degli insiemi; pertanto anche le sue basi assiomatiche sono inevitabilmente diverse. A causa del fatto che il principio del terzo escluso non costituisce un assioma della teoria degli insiemi fuzzy, non tutte le espressioni e le identità, logicamente equivalenti, dell'algebra booleana mantengono la loro validità anche nell'ambito della logica fuzzy.
Recentemente si sono sviluppati rigorosi studi della logica fuzzy "in senso stretto", studi che si inseriscono nell'antico filone delle logiche a più valori inaugurato da Jan Łukasiewicz (si veda ad esempio il libro di Petr Hájek). Tuttavia la logica sfumata, oltre ad avere ereditato le motivazioni filosofiche all'origine delle logiche a più valori, si inquadra nel contesto più ampio delle metodologie che hanno consentito un marcato rinnovamento dell'intelligenza artificiale classica, dando vita al cosiddetto soft computing che ha tra i suoi costituenti principali le reti neurali artificiali, gli algoritmi genetici e il controllo fuzzy.

### Applicazione a situazioni reali
(Albert Einstein, da Sidelights on Relativity, 1922)
Una semplice applicazione potrebbe essere la categorizzazione in sotto ranghi di una variabile continua.
Per esempio, la misura di una temperatura per un sistema anti-blocco di un impianto frenante potrebbe avere diverse funzionalità a seconda di particolari range di temperature per controllare i freni nella maniera corretta. Ogni funzione mappa un certo range di temperatura, come valori booleani 0 o 1 a seconda che la temperatura sia o meno nel range specifico. Questi valori booleani possono essere utilizzati per determinare la maniera in cui i freni devono essere controllati.
In questa immagine le tre funzioni, freddo (in blu), tiepido (in arancione), e caldo (in rosso) sono rappresentate nel diagramma riferite alla comune variabile, la temperatura. Una particolare temperatura assunta dal sistema anti-blocco (linea verticale in grigio) ha tre valori logici, uno per ciascuna delle tre funzioni. Finché la freccia rossa punta a zero, la funzione caldo non è vera (temperatura non calda, con operatori matematici: "NOT hot"). La freccia arancione (che punta a 0,2) indica che la funzione tiepido è vera solo in piccola parte (si può descrivere a parole come "un po' tiepido"); al contrario la freccia blu (che punta a 0,8) indica che la funzione freddo è abbastanza vera ("abbastanza freddo"). La logica fuzzy è stata applicata in molti campi ingegneristici. Applicazioni della logica fuzzy si sono avute soprattutto nello sviluppo tecnologico degli elettrodomestici intelligenti da parte delle industrie giapponesi. Un'altra applicazione reale della logica fuzzy è da pochi anni la logica della diagnosi clinica. In questo campo si è avuto un confronto molto interessante fra logica fuzzy e calcolo delle probabilità.

#### Intelligenza artificiale
L'intelligenza artificiale e la logica fuzzy, se analizzate, sono la stessa cosa: la logica sottostante alle reti neurali è fuzzy. Una rete neurale prende una serie di input valutati, attribuisce loro pesi diversi in relazione agli altri e giunge a una decisione che normalmente ha anche un valore. In questo processo non c'è nulla di simile alle sequenze di decisioni o-o che caratterizzano la matematica non fuzzy, quasi tutta la programmazione dei computer e l'elettronica digitale. Negli anni '80, i ricercatori erano divisi sull'approccio più efficace all'apprendimento automatico: modelli di "buon senso" o reti neurali. Il primo approccio richiede alberi decisionali di grandi dimensioni e utilizza la logica binaria, adattandosi all'hardware su cui viene eseguito. I dispositivi fisici possono essere limitati alla logica binaria, ma l'intelligenza artificiale può utilizzare il software per i suoi calcoli. Le reti neurali adottano questo approccio, che si traduce in modelli più accurati di situazioni complesse. Le reti neurali hanno presto trovato posto in una moltitudine di dispositivi elettronici.

#### Fuzzy Databases
Una volta definite le relazioni fuzzy, è possibile sviluppare database relazionali fuzzy. Il primo database relazionale fuzzy, FRDB, è apparso nella tesi di laurea di Maria Zemankova (1983). In seguito sono nati altri modelli come il modello Buckles-Petry, il modello Prade-Testemale, il modello Umano-Fukami o il modello GEFRED di J. M. Medina, M. A. Vila et al.
Sono stati definiti linguaggi di interrogazione fuzzy, come SQLf di P. Bosc et al. e FSQL di J. Galindo et al. Questi linguaggi definiscono alcune strutture per includere aspetti fuzzy nelle istruzioni SQL, come condizioni fuzzy, comparatori fuzzy, costanti fuzzy, vincoli fuzzy, soglie fuzzy, etichette linguistiche ecc.

#### Sistemi di protezione perimetrale
Un’importante applicazione della logica fuzzy nella vita reale è legata alla nostra sicurezza; difatti, il concetto è stato analizzato, sviluppato e applicato a sistemi di allarme utilizzati per proteggere perimetri di abitazioni private, aeroporti, carceri, centrali elettriche e molto altro.
L’inserimento della logica fuzzy all'interno di barriere a microonda ha permesso di compiere un grande salto di qualità, a discapito di quelli che sono i sistemi di protezione che basano la loro prontezza sul concetto di ricevere un allarme basato sulla vecchia valutazione binaria analogica (due soglie fisse di sensibilità e tempo di integrazione). Per la logica bivalente un elemento appartiene o non appartiene all'insieme considerato, mentre per la logica fuzzy un elemento appartiene e non appartiene all'insieme.
Una barriera a microonda utilizzata per la protezione di campi o edifici, prima di dare un vero e proprio allarme, confronta il segnale di intrusione ricevuto dal rivelatore con 256 modelli di comportamento e assegna automaticamente il valore adeguato del tempo di integrazione.
La logica Fuzzy applicata a questo settore permette, perciò, di diminuire il tasso di falsi allarmi, aumentando la probabilità di rilevamento.

## Fuzzy e probabilità
Per capire la differenza tra logica fuzzy e teoria della probabilità, facciamo questo esempio:
Consideriamo un lotto di 100 bottiglie d'acqua che ne contiene 5 di veleno. Per la teoria delle probabilità, se prendo una bottiglia dal lotto ho la probabilità pari a 0,95 di pescare una bottiglia contenente acqua. Il risultato dell'evento è bivalente: esito positivo 1, oppure negativo 0. In questo caso la logica bivalente esprime in maniera completa il caso e non avrebbe senso utilizzare la logica "sfumata", in quanto l'universo dei casi possibili si riduce a solo due casi distinti. Adesso svuotiamo in un serbatoio tutte le 100 bottiglie del lotto, avremo una miscela composta per il 95% d'acqua e il 5% di veleno. Ora estraiamo dal serbatoio una quantità di miscela pari a una bottiglia. Possiamo ancora parlare di probabilità? Ovviamente no, il risultato sarà deterministico. Possiamo affermare che il liquido che abbiamo estratto sia acqua o veleno? No, sarà una miscela, dunque il risultato non potrà essere bivalente 0 o 1, ma dovrà assumere un valore "sfumato" tra 0 e 1. Alla domanda: "La miscela che ho estratto è acqua o veleno?" Con la logica fuzzy risponderemmo: posso dire che è acqua per un valore pari a 0,95 ed è veleno per un valore pari a 0,05. In effetti non creo una netta separazione tra i due insiemi "acqua" e "veleno", ma esprimo un valore che mi dice in che misura il mio risultato appartiene all'insieme acqua e all'insieme veleno.
I valori fuzzy possono variare da 0 a 1 (come le probabilità) ma, diversamente da queste, descrivono eventi che si verificano in una certa misura mentre non si applicano a eventi casuali bivalenti (che si verificano oppure no, senza valori intermedi).
I rapporti tra logica sfumata e teoria della probabilità sono estremamente controversi e hanno dato luogo a polemiche aspre e spesso non costruttive tra i seguaci di ambedue gli orientamenti. Da una parte, infatti, i probabilisti, forti di una tradizione secolare e di una posizione consolidata, hanno tentato di difendere il monopolio storicamente detenuto in materia di casualità e incertezza, asserendo che la logica sfumata è null'altro che una probabilità sotto mentite spoglie, sostenuti in tale convinzione dalla circostanza, da ritenersi puramente accidentale, che le misure di probabilità, al pari dei gradi d'appartenenza agli insiemi fuzzy, sono espresse da valori numerici inclusi nell'intervallo reale [0, 1].
Gli studiosi di parte fuzzy, al contrario, hanno mostrato che anche la teoria probabilistica, nelle sue varie formulazioni (basate, secondo i casi, sugli assiomi di Kolmogorov, su osservazioni concernenti la frequenza relativa d'accadimento di determinati eventi, oppure sulla concezione bayesiana soggettivista, secondo cui la probabilità è la traduzione, in forma numerica, di uno stato di conoscenza contingente), è in definitiva una teoria del caso ancora saldamente ancorata a una weltanschauung dicotomica e bivalente.
A questo proposito, Bart Kosko si è spinto fino a ridiscutere il concetto di probabilità così come emerso finora nel corso dell'evoluzione storica, sottolineando la mancanza di solidità di tutti i tentativi intesi a fondare la teoria della probabilità su basi diverse da quelle puramente assiomatiche, empiriche o soggettive, e ritenendola un puro stato mentale, una raffigurazione artificiosa destinata a compensare l'ignoranza delle cause reali di un evento: la probabilità sarebbe in realtà mero istinto di probabilità.
Al contrario, secondo l'interpretazione dello stesso Kosko, la probabilità è l'intero nella parte, ossia la misura di quanto la parte contiene l'intero.
La parte può, in effetti, contenere l'intero nella misura in cui la sua estensione può sovrapporsi a quella dell'insieme universale. Questa concezione comporta un'affermazione apparentemente singolare, quella per cui la parte può contenere l'intero, non soltanto nel caso banale in cui la parte coincide con l'intero; infatti, l'operatore di contenimento non è più bivalente, ma è esso stesso fuzzy e può pertanto assumere un qualunque valore reale compreso tra 0 (non contenimento) e 1 (contenimento completo o, al limite, coincidenza).
Su questa base, egli può finalmente concludere che la teoria degli insiemi sfumati contiene e comprende quella della probabilità come suo caso particolare; la realtà sarebbe pertanto deterministica, ma sfumata: la teoria del caos ne ha evidenziato la componente determinista, mentre la teoria fuzzy ha mostrato l'importanza del principio dell'homo mensura già espresso da Protagora.

### Testi divulgativi
- Bart Kosko, Il fuzzy-pensiero. Teoria e applicazioni della logica fuzzy, collana Tascabili Baldini & Castoldi, I nani. Vita matematica, traduzione di Agostino Lupoli, 4ª ed., Milano, Baldini & Castoldi, 2000, ISBN 88-8089-193-6.
- Giangiacomo Gerla, Logica fuzzy e paradossi, in Lettera Matematica Pristem, n. 32, 1999,  pp. 31-39, ISSN 1593-5884 (WC · ACNP).

### Testi in lingua inglese
- (EN) Guanrong Chen e Trung Tat Pham, Introduction to Fuzzy Sets, Fuzzy Logic, and Fuzzy Control Systems, Lincoln (USA), CRC Press, 2000, ISBN 0-8493-1658-8.
- (EN) Roberto Leonardo Oscar Cignoli, Itala Maria Loffredo D'Ottaviano e Daniele Mundici, Algebraic Foundations of Many-valued Reasoning, collana Trends in Logic - Studia logica library, Dordrecht, Kluwer Academic Publishers, 1999, ISBN 0-7923-6009-5.
- (EN) Giangiacomo Gerla, Fuzzy logic: mathematical tools for approximate reasoning, collana Trends in logic, n. 11, Dordrecht, Kluwer Academic Publishers, 2001, ISBN 0-7923-6941-6. Ospitato su archive.org.
- (EN) Petr Hájek, Metamathematics of fuzzy logic, collana Trends in logic, vol. 4, Dordrecht, Kluwer Academic Publishers, 1998, ISBN 0-7923-5238-6.
- (EN) George Jiri Klir, Ute H. St. Clair e Bo Yuan, Set Theory Foundations and Applications, Upper Saddle River (New Jersey), Prentice Hall PTR, 27 aprile 1997, ISBN 0-13-341058-7. Ospitato su archive.org.
- (EN) George Jiri Klir e Bo Yuan, Fuzzy Sets and Fuzzy Logic, Sottotitolo: Theory and Applications, Upper Saddle River (New Jersey), Prentice Hall PTR, 1995, ISBN 0-13-101171-5. Ospitato su archive.org.
- (EN) Jerry M. Mendel, Uncertain Rule-Based Fuzzy Logic Systems: Introduction and New Directions, Upper Saddle River, Prentice Hall (New Jersey), 2000, ISBN 0-13-040969-3.
- (EN) Timothy J. Ross, Fuzzy Logic with Engineering Applications, Chichester (Regno Unito), John Wiley & Sons Ltd, 25 giugno 2004, ISBN 0-470-86075-8.
- (EN) Marco Russo e Lakhmi C. Jain, Fuzzy Learning and Applications, Boca Raton (Florida), CRC Press, 2000, ISBN 0-8493-2269-3.
- (EN) Hans-Jürgen Zimmermann, Fuzzy Set Theory and its Applications, Dordrecht, Kluwer Academic Publishers, 2001, ISBN 0-7923-7435-5.

### Testi di valore storico
- (EN) Lotfi Asker Zadeh, Fuzzy Sets, in Information and Control, n. 8, 1965,  pp. 338-353.
- (EN) Lotfi Asker Zadeh, Fuzzy algorithms, in Information and Control, n. 5, 1968,  pp. 94-102.